# Беляев, Иван Павлович
Ива́н Па́влович Беля́ев (род. 10 августа 1935 г. с. Солдатское, Белгородская обл.) — советский легкоатлет, бронзовый призёр Олимпийских игр.

## Карьера
На Олимпиаде в Токио в 1964 году выиграл бронзовую медаль, уступив британцу Морису Херриотту и бельгийцу Гастону Рулантсу.
Чемпион СССР 1964 года.

## Результаты

### Соревнования
предварительные забеги/соревнования
| Год  | Соревнование     | Город | Дистанция  | Дата       | Результат | Место       | Видео |
| ---- | ---------------- | ----- | ---------- | ---------- | --------- | ----------- | ----- |
| 1964 | Олимпийские игры | Токио | 3000 м с/п | 15 октября | 8.42,0    | 2 (забег 1) |       |
| 1964 | Олимпийские игры | Токио | 3000 м с/п | 17 октября | 8.33,8    | III         |       |

| Год  | Город  | Дата                | Дистанция              | Результат | Место | Видео |
| ---- | ------ | ------------------- | ---------------------- | --------- | ----- | ----- |
| 1964 | Киев   | 27—30 августа       | 3000 м с препятствиями | 8.35,4    | I     |       |
| 1967 | Москва | 28 июля — 1 августа | 3000 м с препятствиями | 8.43,8    | III   |       |

### Рекорды СССР
| Дистанция       | Результат | Место  | Дата      | Видео |
| --------------- | --------- | ------ | --------- | ----- |
| 3000 метров с/п | 8.29,6    | Москва | 10.8.1965 |       |